# Super Strike Eagle
Super Strike Eagle, i Japan känt som F-15 Super Strike Eagle (Ｆ－１５スーパーストライクイーグル F-15 Supa Sutoraiku Iguru?), är ett flygsimulatorspel till SNES.

## Handling
Spelaren styr ett militärflygplan med missiler och kulspruta under strid mot diverse alliansfria stater ledda av extremister under Kalla kriget. Spelet släpptes i bland annat Europa, Japan och Nordamerika.  I den japanska versionen används, till skillnad från den nordamerikanska versionen, verkliga politiska flaggor.
Trots namnet är spelet ingen portering av NES-spelet.

### Fotnoter
1. 1 2 3  ”Release information”. GameFAQs. Arkiverad från originalet den 21 februari 2009. https://web.archive.org/web/20090221104341/http://www.gamefaqs.com/console/snes/data/588758.html. Läst 2 maj 2008.
2. ↑  ”Genre information”. allgame. Arkiverad från originalet den 8 december 2019. https://web.archive.org/web/20191208090443/http://www.allgame.com/cg/agg.dll?p=agg&sql=1:29882. Läst 7 oktober 2008.
3. ↑  ”Composer information”. SNES Music. http://www.snesmusic.org/v2/profile.php?profile=set&selected=2862. Läst 11 juli 2012.
4. ↑  ”Super Strike Eagle information”. SNES Central. http://www.snescentral.com/article.php?id=0689. Läst 2 november 2012.